# Gehasst, verdammt, vergöttert … die letzten Jahre
Gehasst, verdammt, vergöttert … die letzten Jahre ist das erste offizielle Best-of-Album der deutschen Rockband Böhse Onkelz. Es erschien am 31. Oktober 1994 über das Label Bellaphon Records. Die Namensgebung geht auf das gleichnamige Lied zurück, das erstmals 1992 auf dem Album Heilige Lieder erschien. Das Best of besteht aus zwei CDs, wobei die zweite CD lediglich vier Remixe enthält. Auf der ersten CD befinden sich 17 Lieder aus dem Zeitraum von 1980 bis 1994, darunter zwei Neuaufnahmen, ein Remix und ein bisher unveröffentlichter Titel.

## Hintergrund
Das Album kam zu einem Zeitpunkt zustande, als die Böhsen Onkelz ihren Vertrag mit Bellaphon Records bereits erfüllt hatten und auf der Suche nach einer neuen Plattenfirma waren. Bellaphon hingegen versuchte, aus den ihnen verbleibenden Rechten an den Songs eine weitere Platte zusammenzustellen. Die Böhsen Onkelz verfügten über keine rechtliche Handhabe, die Veröffentlichung des Albums zu verhindern. Daher entschied man sich, einige ältere Stücke neu einzuspielen, um die Platte attraktiver zu gestalten. Das vorher unbekannte, jedoch schon ältere Stück Die Böhsen Onkelz geben sich die Ehre, wurde ebenfalls für diese Kompilation neu aufgenommen. Nach Veröffentlichung der Platte wechselten die Böhsen Onkelz zu Virgin Records. Gehasst, verdammt, vergöttert war nicht die einzige Zusammenstellung, die gegen den Willen der Band von früheren Plattenfirmen veröffentlicht wurde.

## Covergestaltung
Das Cover ist in den Farben Rot, Orange, Gelb und Schwarz gehalten und ist ein 3D-Effekt-Bild (Stereogramm) des Bandnamens. Am oberen Rand steht der Schriftzug Gehasst, verdammt, vergöttert und am unteren Rand …die letzten Jahre.

## Titellisten

### CD 1
Die erste CD enthält Material von 1980 bis 1994:
| #  | Titel                                 | Länge | Original-Album                  |
| -- | ------------------------------------- | ----- | ------------------------------- |
| 1  | Lieber stehend sterben                | 3:59  | Weiß                            |
| 2  | Gehasst, verdammt, vergöttert         | 3:06  | Heilige Lieder                  |
| 3  | Wir ham’ noch lange nicht genug       | 4:43  | Wir ham’ noch lange nicht genug |
| 4  | Ich bin in dir                        | 3:51  | Heilige Lieder                  |
| 5  | Mexico                                | 2:51  | Mexico                          |
| 6  | Heilige Lieder                        | 4:45  | Heilige Lieder                  |
| 7  | Wenn wir einmal Engel sind            | 3:59  | Schwarz                         |
| 8  | Wiedermal ’nen Tag verschenkt         | 4:06  | Wir ham’ noch lange nicht genug |
| 9  | Scheißegal                            | 2:37  | Heilige Lieder                  |
| 10 | Schöne neue Welt                      | 4:36  | Weiß                            |
| 11 | Nur die Besten sterben jung           | 3:57  | Wir ham’ noch lange nicht genug |
| 12 | Ich lieb’ mich                        | 1:24  | Demotape                        |
| 13 | Erinnerungen                          | 4:23  | Onkelz wie wir …                |
| 14 | Deutschland im Herbst                 | 4:33  | Weiß                            |
| 15 | Für immer                             | 5:37  | Weiß                            |
| 16 | Ich bin wie ich bin                   | 4:48  | Schwarz                         |
| 17 | Die Böhsen Onkelz geben sich die Ehre | 4:25  | zuvor unveröffentlicht          |

Titel 5, 12 und 13 sind Neuaufnahmen aus dem Oktober 1994, wobei es sich bei Titel 13 um einen Remix handelt.

### CD 2
Die zweite CD enthält vier Remixe:
| # | Titel                    | Länge | Original-Album                  |
| - | ------------------------ | ----- | ------------------------------- |
| 1 | Worte der Freiheit       | 5:40  | Schwarz                         |
| 2 | Nenn’ mich wie du willst | 3:29  | Heilige Lieder                  |
| 3 | Entfache dieses Feuer    | 3:15  | Weiß                            |
| 4 | Das ist mein Leben       | 3:16  | Wir ham’ noch lange nicht genug |

## Rezeption
| Professionelle Bewertungen | Professionelle Bewertungen |
| -------------------------- | -------------------------- |
| Kritiken                   |                            |
| Quelle                     | Bewertung                  |
| Metal Hammer               | [ 3 ]                      |

Das Musikmagazin Rock Hard schreibt, dass das Album „für die zahlreichen fanatischen Anhänger des Quartetts […] ein absolutes Muß“ sei, aber auch Neueinsteigern „eine optimale Retrospektive“ biete.

## Kommerzieller Erfolg

### Chartplatzierungen
Das Album stieg in der 52. Kalenderwoche des Jahres 1994 auf Platz 99 in die deutschen Charts ein und konnte sich in den kommenden Wochen bis auf Platz 47 steigern. Insgesamt hielt sich das Best of zehn Wochen in den Top 100.
| ChartsChartplatzierungen | Höchstplatzierung | Wochen |
| ------------------------ | ----------------- | ------ |
| Deutschland (GfK)        | 47 (10 Wo.)       | 10     |
| Österreich (Ö3)          | 13 (16 Wo.)       | 16     |
| Schweiz (IFPI)           | 36 (5 Wo.)        | 5      |

### Auszeichnungen für Musikverkäufe
Im Jahr 2003 wurde Gehasst, Verdammt, Vergöttert für mehr als 250.000 verkaufte Einheiten in Deutschland mit einer Goldenen Schallplatte ausgezeichnet.
| Land/Region        | Auszeichnungen für Musikverkäufe (Land/Region, Auszeichnung, Verkäufe) | Verkäufe |
| ------------------ | ---------------------------------------------------------------------- | -------- |
| Deutschland (BVMI) | Gold                                                                   | 250.000  |
| Insgesamt          | 1× Gold ·                                                              | 250.000  |